# Srebrnjak
Srebrnjak – wieś w Chorwacji, w żupanii zagrzebskiej, w mieście Sveta Nedelja. W 2011 roku liczyła 128 mieszkańców.